# Thomas Jenkinson Woodward
Thomas Jenkinson Woodward (23 de febrero de 1745–28 de enero de 1820) fue un botánico, y algólogo inglés.

## Biografía
Nació en 1745, aborigen de Huntingdon. Sus padres fallecen cuándo joven, dejándolo, aun así, financieramente independiente. Fue educado en Eton College y en el Clare Hall, Cambridge, donde se graduó LL. B. en 1769. Poco después se casó con Frances (- 27 de noviembre de 1833) hija y heredera de Thomas Manning de Bungay, Suffolk.
Woodward fue nombrado magistrado y diputado-lugarteniente para el condado de Suffolk. Y se mudó a Walcot Hall, Diss, Norfolk. En el establecimiento del sistema de voluntariado devino lugarteniente -coronel de los voluntarios Diss.
En 1789, fue elegido socio de la Sociedad Linneana de Londres. Falleció en Diss el 28 de enero de 1820, e inhumado allí.

## Obra
Woodward fue descrito por Sir James Edward Smith como uno de los mejores botánicos ingleses; y en su honor Smith nombró el género de helecho como Woodwardia. Fue coautor con Samuel Goodenough de Observaciones de Fuci británicos, en Londres, 1797, y contribuyó con artículos en las Transacciones Filosóficas y las Transacciones de la Sociedad Linneana de Londres entre 1784 y 1794, en fungi y algæ. También proporcionó información a Smith sobre la English Botany de James Sowerby, y a William Withering sobre la segunda edición de su Systematic Arrangement of British Plants, así como a Thomas Martyn de su edición de Gardeners' Dictionary de Philip Miller.
- La abreviatura «Woodw.» se emplea para indicar a Thomas Jenkinson Woodward como autoridad en la descripción y clasificación científica de los vegetales.[2]